# Сан-Себастьян-да-Варжен-Алегри
Сан-Себастьян-да-Варжен-Алегри (порт. São Sebastião da Vargem Alegre) — город и муниципалитет в Бразилии, входит в штат Минас-Жерайс. Составная часть мезорегиона Зона-да-Мата. Входит в экономико-статистический микрорегион Муриаэ. Население составляет 2894 человека на 2006 год. Занимает площадь 73,711 км². Плотность населения — 39,3 чел./км².

## История
Город основан 21 декабря 1996 года.

## Статистика
- Валовой внутренний продукт на 2003 год составляет 8 068 405,00 реалов (данные: Бразильский институт географии и статистики).
- Валовой внутренний продукт на душу населения на 2003 год составляет 2937,17 реалов (данные: Бразильский институт географии и статистики).
- Индекс развития человеческого потенциала на 2000 год составляет 0,689 (данные: Программа развития ООН).